# NGC 1842
NGC 1842 (другое обозначение — ESO 85-SC46) — рассеянное скопление в созвездии Золотой Рыбы, расположенное в Большом Магеллановом Облаке. Открыто Джоном Гершелем в 1835 году. Описание Дрейера: «очень тусклый объект круглой формы, западный из двух», под вторым объектом подразумевается NGC 1844. Скопление сплюснуто на 16% относительно сферической формы.
Этот объект входит в число перечисленных в оригинальной редакции «Нового общего каталога».